# Salvia dominica
Salvia dominica ist eine Pflanzenart aus der Gattung Salbei (Salvia) in der Familie der Lippenblütler (Lamiaceae). Der aromatisch duftende Halbstrauch wird selten als Zierpflanze verwendet und ist in Mitteleuropa nur bedingt winterhart.

## Beschreibung

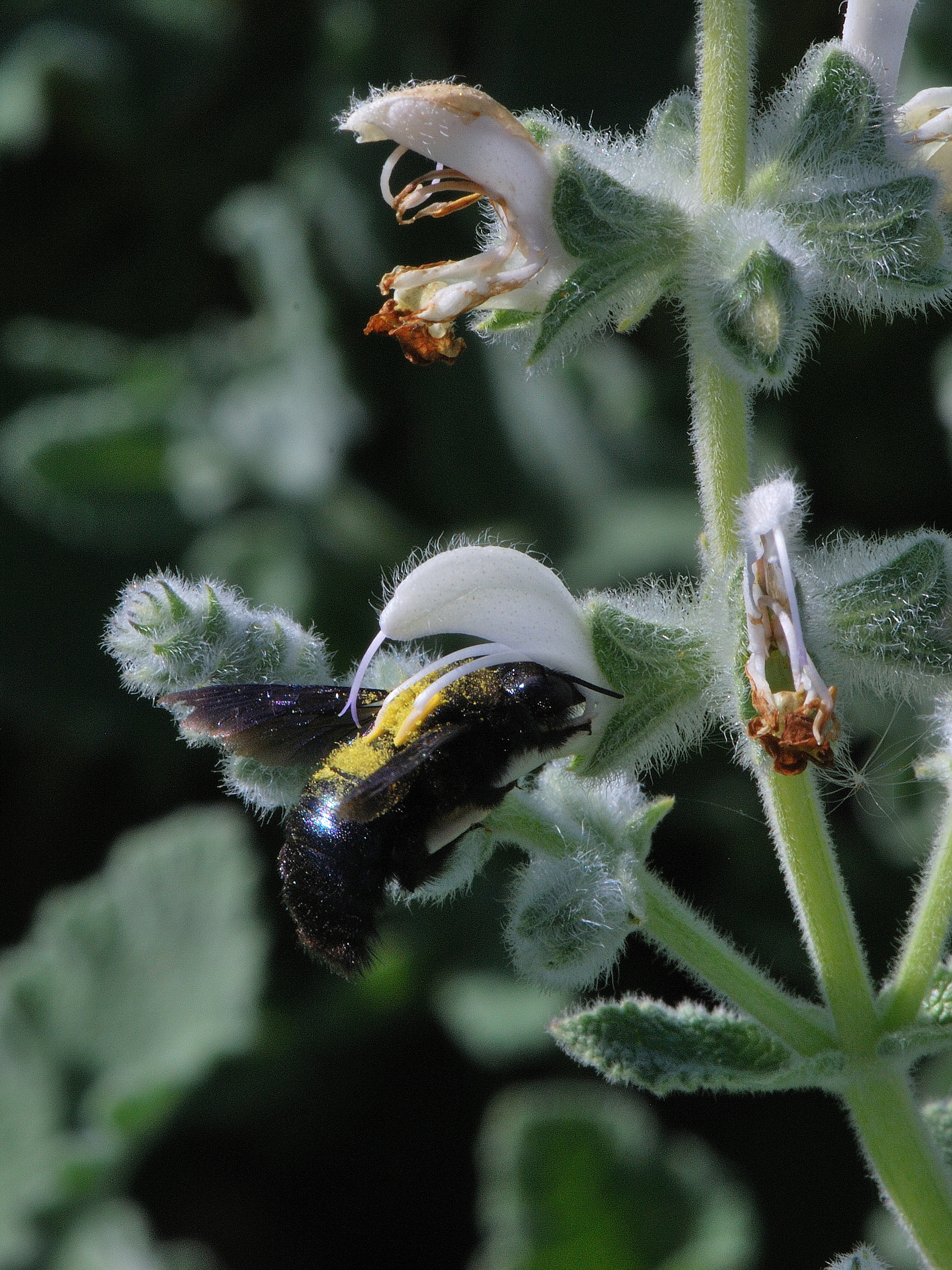
Xylocopa iris bei der Bestäubung einer Blüte von Salvia dominica

### Vegetative Merkmale
Salvia dominica ist ein aromatisch duftender, stark verzweigter Halbstrauch, der eine Höhe von 1 m erreicht. Die Pflanze ist im subtropischen Klima nahezu immergrün. Alle oberirdischen Pflanzenteile sind weißlich behaart, insbesondere die Blütenstände. Die kreuzgegenständig angeordneten, kurz gestielten, einfachen Laubblätter sind länglich-eiförmig bis dreieckig mit abgestutztem Blattgrund, etwa 5 cm lang und am Rande gezähnt oder gesägt. Die runzelige Blattoberfläche ist mehr oder weniger gewellt, meist weißfilzig behaart und daher von graugrüner Farbe.

### Generative Merkmale
Die aufrechten, verzweigten Stängel tragen an ihren Enden viele weiße, gelblich überlaufende Blüten, oft mit brauner Zeichnung auf der Unterlippe. Die Blütezeit am Naturstandort ist von Februar bis Mai. Zur Fruchtreife vergrößern sich die klebrigen Kelchblätter. Die Klausenfrüchte sind unbehaart, elliptisch bis kugelförmig.

## Ökologie
Blütenökologisch besitzt Salvia dominica vormännliche „eigentliche Lippenblumen“, die Nektar anbieten. Bestäuber sind vor allem Echte Bienen wie Keulhornbienen, Langhornbienen und Holzbienen sowie Mörtel- und Blattschneiderbienen wie die Schwarze Mörtelbiene.

## Vorkommen
Salvia dominica ist in Westasien in Zypern, Israel, Palästina, Jordanien, Syrien, im Libanon und auf der Arabischen Halbinsel im sommertrockenen bis semiariden Klima weit verbreitet, gebietsweise bestandsbildend und häufig mit Ballota undulata aus der Gattung der Schwarznesseln anzutreffen. Die Art besiedelt sonnige, eher magere Standorte der mediterranen Strauchlandschaften und Halbsteppengebüsche auf kalkreichen Böden.

## Verwendung
Trotz ihres aromatischen Duftes und ihrer Toleranz gegenüber Trockenheit wird Salvia dominica bisher nur selten als Zierpflanze genutzt. Sie kann beispielsweise in Steinanlagen und Felssteppen mit trockenem Boden gepflanzt werden und passt gut zu Rosmarin und graublättrigen Katzenminzen. Die Pflanze gilt als bedingt winterhart bis −11 °C (Zone 8).
2009 isolierte eine Gruppe italienischer und jordanischer Forscher aus den oberirdischen Pflanzenteilen von Salvia dominica 24 bis dahin unbekannte Sesterterpene, von denen die meisten pharmakologische Eigenschaften besitzen. Sie hemmen bestimmte Enzyme, die in Krebszellen besonders aktiv sind, und können daher auf Krebszellen zytotoxisch wirken. Diese Eigenschaft ist für neue therapeutische Strategien in der Krebsbekämpfung interessant.

## Systematik
Die Erstveröffentlichung von Salvia dominica erfolgte 1753 durch Carl von Linné in Species Plantarum, S. 25. Er nahm fälschlicherweise an, dass die Pflanze auf den Westindischen Inseln beheimatet sei und nannte sie dominica nach der damaligen spanischen Provinz Santo Domingo. Im Jahr 1804 beschrieb Linnés Schüler Martin Vahl erneut die Art und nannte sie Salvia graveolens. Der artspezifische Namensteil graveolens („stark duftend“) wäre sicherlich treffender als dominica, doch ist der von Linné vergebene Name nach den formalen Regeln der Erstbeschreibung bindend.